# Tilikum (orca)
Tilikum foi uma orca macho em cativeiro. Foi capturado na Islândia em 1983, na cidade de Hafnarfjörður, a cerca de 10 km ao sul de Reykjavík. 
Em 1992, foi transferido para o SeaWorld de Orlando, na Flórida. Tilikum tornou-se famoso ao se envolver na morte de três pessoas, o que o fez protagonizar o documentário da CNN Films Blackfish, de 2013.
Foi pai de 21 filhotes, dos quais 10 ainda estão vivos. 

## Nome
Tilikum é uma palavra no jargão Chinook do noroeste do Pacífico que significa pessoas, família, tribo e parentes.

## Vida

### Origem
Tilikum foi capturado quando tinha dois anos de idade, juntamente com duas outras jovens orcas Nandu e Samoa (Que foram posteriormente adquiridas pelo parque brasileiro PlayCenter). Logo após ser capturado ficou em cativeiro por um ano, e depois foi levado para o Sealand Of the Pacific, onde permaneceu até ser transferido para o SeaWorld da Florida.  Morou com duas orcas fêmeas mais velhas, chamadas Haida II e Nootka IV que se comportavam de maneira agressiva com o mesmo, ferindo-o gravemente. Esta situação fez com que ele habitasse em uma piscina menor, totalmente desproporcional.

### Fatalidades
Enquanto ataques de orcas em humanos são raros, sendo que ainda não há dados de ataques de orcas em seu habitat natural a seres humanos, Tilikum esteve envolvido em três mortes:

#### Primeira morte
Segundo  o documentário Blackfish, em 20 de fevereiro de 1991, num parque aquático do Canadá, Tilikum fez cair de um tanque uma treinadora, com a ajuda de Haida II e Nootka IV. 

#### Segunda morte
Em 6 de julho de 1999, um homem de 27 anos, Daniel P. Dukes, foi encontrado morto sobre as costas de Tilikum. Ainda que a causa de morte tenha sido hipotermia, as autoridades revelaram que a Orca tinha atacado o homem. Dukes tinha visitado o SeaWorld no dia anterior, e ficou depois que o parque fechou, evitando a segurança para entrar no tanque de orca sem roupa.

#### Terceira morte
Em 24 de fevereiro de 2010, Tilikum fez sua terceira vítima: Dawn Brancheau, uma treinadora de 40 anos de idade. Este episódio o tornou mundialmente conhecido, e levantou o debate sobre atração com orcas. Segundo a versão oficial, Tilikum mordeu o braço da treinadora antes de arrastá-la para debaixo de água, matando-a assim por afogamento. Além disso o relatório médico apresentava várias fraturas .

## Blackfish
Em 2013, foi lançado um documentário intitulado Blackfish, peixe negro em português, que conta como é a criação de orcas em cativeiro, nos parques aquáticos. E questiona: qual o limite entre a diversão e a violência contra os animais?

### Resposta do SeaWorld
Em 2014, o SeaWorld lançou uma resposta oficial na web, onde acusa Blackfish de ser uma propaganda enganosa, e não um documentário. Entre os pontos abordados pelo documentário, é possível entender que orcas que vivem no SeaWorld são maltratadas e que o parque temático ainda tentou omitir informações sobre da trágica morte da treinadora Dawn Brancheau em 2010, assim como a história de Tilikum, a orca envolvida no acidente. Segundo a nota do SeaWorld, o documentário não representa a verdade .

## Morte
Em 6 de janeiro de 2017, o SeaWorld anunciou que Tilikum havia morrido no início da manhã. A causa da morte foi infeção bacteriana.